# موتلي كرو
موتلي كرو هي فرقة ميتال أمريكية سابقة، تشكلت في لوس أنجلوس، كاليفورنيا في 17 يناير 1981. تأسست المجموعة من قبل عازف البيس نيكي سيكس والطبال تومي لي، والمغني فينس نيل وعازف الجيتار ميك مارس. باعت فرقة موتلي كرو أكثر من 100 مليون اسطوانة في جميع أنحاء العالم بما في ذلك 25 مليون في الولايات المتحدة.
عرف أعضاء الفرقة كثيرا بأنماط حياتهم المبنية على المتعة وعلى أدوار شخصياتهم. بعد تاريخ من الهارد روك والميتال، ومع ألبومهم الثالث مسرح الألم (1985)، انضمت الفرقة إلى الموجة الأولى من غلام ميتال جنبا إلى جنب مع مجموعة ودية منافسيه رات. صدر آخر ألبوم لهم، قديسي لوس أنجلوس،  يوم 24 يونيو 2008. أما عرضهم النهائي، فوقع عشية رأس السنة الجديدة في 31 ديسمبر 2015 ، حيث تم تصوير المسرحية لإنتاج بلو راي صدر في عام 2016.

## روابط خارجية
- موتلي كرو على موقع IMDb (الإنجليزية)
- موتلي كرو على موقع ميوزك برينز (الإنجليزية)
- موتلي كرو على موقع رولينغ ستون (الإنجليزية)
- موتلي كرو على موقع أول ميوزيك (الإنجليزية)
- موتلي كرو على موقع ديسكوغز (الإنجليزية)